# São Sebastião (São Paulo)
São Sebastião é um município do estado de São Paulo, localizado na Região Geográfica Imediata de Caraguatatuba-Ubatuba-São Sebastião. De acordo com o Censo 2022, sua população é de 81 595 habitantes, com uma densidade demográfica de 202,77 hab./km². A área total do município é de 402,395 km². O município é formado pela sede e pelos distritos de Maresias e São Francisco da Praia.
O município–arquipélago de Ilhabela está localizado na costa leste da cidade; a maior ilha do arquipélago também é chamada de São Sebastião. Entre a cidade e a ilha, há o canal de São Sebastião com 30 quilômetros de extensão, e largura variável (sendo 2 km a travessia mais curta). Há um terminal de petróleo no canal, de propriedade da Transpetro, subsidiária da Petrobrás.
A cidade é famosa por suas praias, o que a torna um destino turístico popular, especialmente para pessoas do estado de São Paulo. Apesar disso, foi considerada o terceiro destino mais subestimado do mundo, de acordo com a lista da Time Out (2024); a publicação destacou suas praias "perfeitas" (que não aparecem em listas das mais bonitas do país), seu litoral "encantador", o Centro Histórico colonial, gastronomia e suas cachoeiras. Perto da divisa com Bertioga, há uma pequena aldeia Guarani administrada pela FUNAI.

## Estância balneária
São Sebastião é um dos 15 municípios paulistas considerados estâncias balneárias pelo Estado de São Paulo, por cumprir determinados pré-requisitos definidos por lei estadual. Tal status garante a esses municípios uma verba maior por parte do Estado para a promoção do turismo regional. Também, o município adquire o direito de agregar a seu nome o título de Estância Balneária, termo pelo qual passa a ser designado tanto pelo expediente municipal oficial quanto pelas referências estaduais.

## História
É a cidade mais antiga do litoral norte. Antes da colonização portuguesa, a região de São Sebastião era ocupada por índios Tupinambás e Tupiniquins, sendo a serra de Boiçucanga uma divisa natural das terras das tribos.
A ocupação portuguesa ocorre com o início da História do Brasil, após a divisão do território em Capitanias Hereditárias. Em 1608, aproximadamente, João de Abreu e Diogo de Unhate alegando "estarem na Capitania há muitas décadas, serem casados, terem filhos e terem ajudado às suas custas, nas guerras contra franceses, ingleses e índios inimigos" obtiveram sesmaria em São Sebastião sendo eles os sesmeiros que iniciaram a povoação com agricultura, pesca e alguns engenhos de madeira de cana-de-açúcar sendo, pois, os responsáveis pelo desenvolvimento econômico e a caracterização como núcleo habitacional e político. Isto possibilitou a elevação do povoado à categoria de vila em 16 de março de 1636 e a emancipação político-administrativa (elevação à categoria de cidade) em 20 de abril de 1875.
Até hoje, a cidade ainda carece de sistemas de saneamento básico em alguns bairros. Em novembro de 2010, menos da metade do esgoto produzido na cidade recebia tratamento adequado. Contudo, após um projeto do governo do estado de São Paulo chamado "Onda Limpa", a porcentagem de casas com esgoto subiu para 94%, em janeiro de 2012.
Além disso, a moradia irregular se tornou outro problema grave, pois muitas casas são construídas em áreas de Mata Atlântica que, além de serem protegidas, são sujeitas a deslizamentos de terra.
Outro problema atual é a subida do nível do mar, que pode afetar diversas praias e prédios localizados na costa da cidade.
Em março de 2012, o então vice-prefeito da cidade, Wagner Teixeira (PV) foi pego pescando ilegalmente, próximo à Ilha do Paredão, no Arquipélago de Alcatrazes. Ele estava em seu barco pessoal com outros cinco homens, e não parou até ficar sem combustível, mesmo com a guarda costeira em seu encalço e com as sirenes ligadas. Ele carregava 116 kg de peixes, incluindo espécies ameaçadas, e afirmou que não sabia da proibição da pesca na área. Em entrevista posterior ao incidente, o político se defendeu dizendo que o combustível acabou somente quando já havia concordado em seguir para o continente acompanhado dos fiscais. Disse também que não sabia que a área era protegida e que sempre lutou justamente pela preservação do arquipélago.
O Porto de São Sebastião receberá vários investimentos nos próximos anos para que aumente sua capacidade de operação. A reforma deve durar até 2035,  caso seja liberada por parte da Secretaria do Meio Ambiente, pois a obra foi embargada em 2015 pelo impacto ambiental e extinção do Mangue do Araçá  O número de empregados no porto deve aumentar dos atuais 450 para 4500, sendo que dois terços deles devem ser mão-de-obra local. Outra melhoria prevista para a região (esperada para 2016) é a duplicação da Rodovia dos Tamoios, que liga São José dos Campos ao município vizinho de Caraguatatuba e é o principal caminho em direção ao município para pessoas vindo de São Paulo e várias outras cidades.

Vista da cidade a partir do Pico do Baepi

## Geografia
Seus limites são Caraguatatuba a Norte, o Oceano Atlântico a Leste, Bertioga a Sul e Salesópolis a Noroeste.

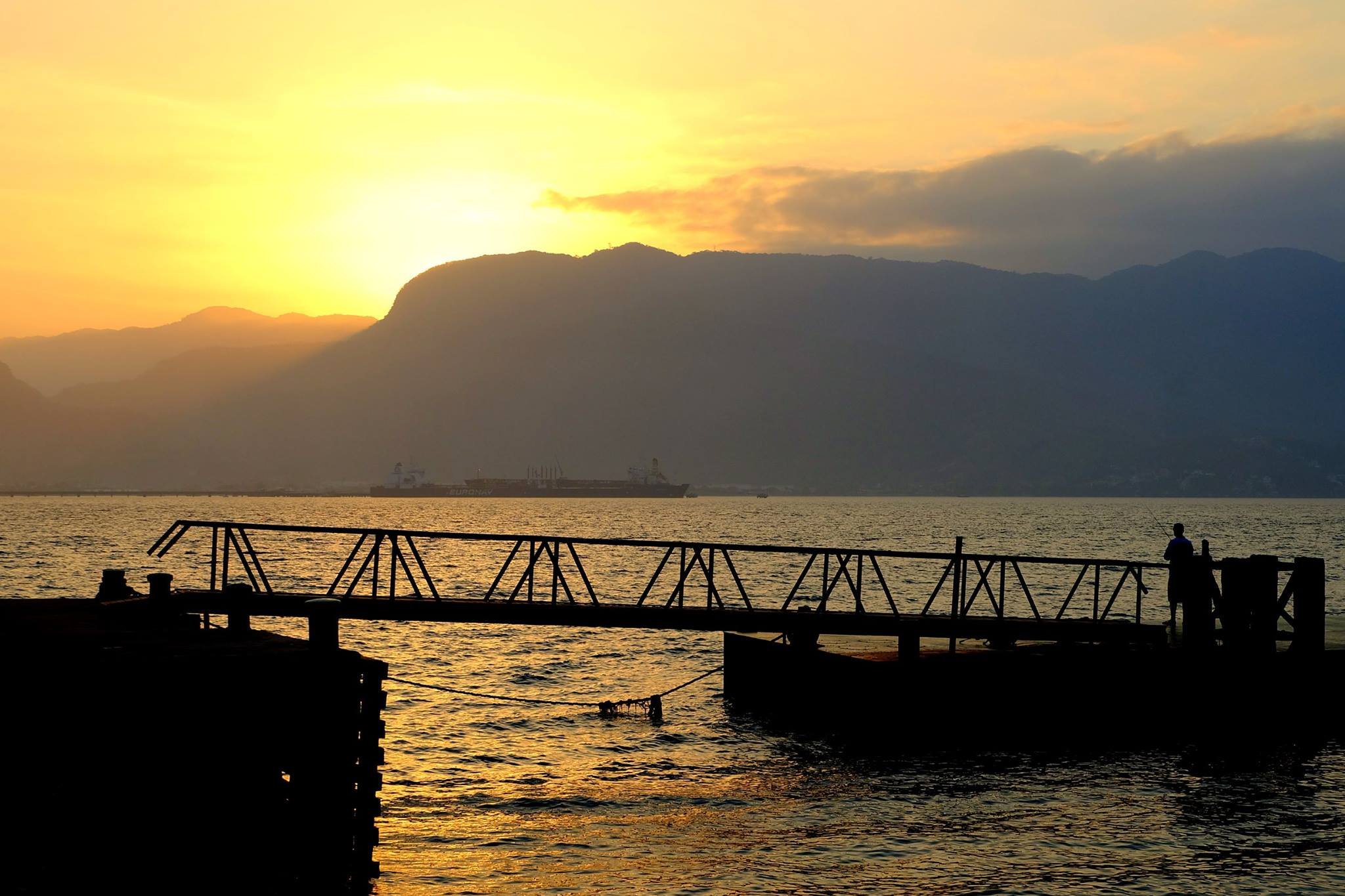
Porto de São Sebastião visto de Ilhabela

A Ilha de São Sebastião, cujo território corresponde ao do município de Ilhabela, fica defronte à costa leste de São Sebastião. Nessa costa é que se localiza o centro comercial da cidade. Por entre a cidade e a ilha está o canal de São Sebastião, que tem em sua largura mínima apenas 3 km, onde a travessia pode ser feita pela Travessia São Sebastião-Ilhabela de balsas.
No canal fica o porto de São Sebastião e o oleoduto da maior unidade da Transpetro (a subsidiária da Petrobras responsável pelo transporte de petróleo e demais combustíveis), responsável por 80% do combustível exportado pelo país. Já a costa sul conta com praias de turismo, como Toque-Toque, Maresias, Boiçucanga e Barra do Saí.
Praticamente tudo na cidade está localizado nas estreitas áreas planas entre o mar e as montanhas, exceto por torres de telefonia celular e torres de transmissão elétrica. Na porção central da cidade, essas áreas não chegam a mais do que 3 km de largura, mas podem chegar ao dobro nas regiões menos povoadas à oeste. A maior parte da cidade se concentra entre a Praia da Enseada (a última antes de Caraguatatuba) e a Praia de Guaecá. De Toque-Toque à Boraceia (a última antes de Bertioga), há muitos hotéis, casas de veraneio e casas noturnas. O Rio Guaratuba faz a fronteira com Bertioga, enquanto que o Rio Juqueriquerê faz a fronteira com Caraguatatuba.
A cidade possui um clima oceânico, com uma temperatura média anual de 23 °C. A maior parte das montanhas e das ilhas são cobertas pela Mata Atlântica.
| Dados climatológicos para São Sebastião | Dados climatológicos para São Sebastião | Dados climatológicos para São Sebastião | Dados climatológicos para São Sebastião | Dados climatológicos para São Sebastião | Dados climatológicos para São Sebastião | Dados climatológicos para São Sebastião | Dados climatológicos para São Sebastião | Dados climatológicos para São Sebastião | Dados climatológicos para São Sebastião | Dados climatológicos para São Sebastião | Dados climatológicos para São Sebastião | Dados climatológicos para São Sebastião | Dados climatológicos para São Sebastião |
| Mês                                     | Jan                                     | Fev                                     | Mar                                     | Abr                                     | Mai                                     | Jun                                     | Jul                                     | Ago                                     | Set                                     | Out                                     | Nov                                     | Dez                                     | Ano                                     |
| --------------------------------------- | --------------------------------------- | --------------------------------------- | --------------------------------------- | --------------------------------------- | --------------------------------------- | --------------------------------------- | --------------------------------------- | --------------------------------------- | --------------------------------------- | --------------------------------------- | --------------------------------------- | --------------------------------------- | --------------------------------------- |
| Temperatura máxima média (°C)           | 29,5                                    | 29,6                                    | 29,5                                    | 27,9                                    | 26,1                                    | 25,1                                    | 24,2                                    | 24,8                                    | 24,9                                    | 26,2                                    | 27,4                                    | 28,7                                    | 27                                      |
| Temperatura média (°C)                  | 26,3                                    | 26,3                                    | 25,8                                    | 23,9                                    | 21,9                                    | 20,6                                    | 19,7                                    | 20,8                                    | 21,7                                    | 23                                      | 24,1                                    | 25,2                                    | 23,3                                    |
| Temperatura mínima média (°C)           | 23,1                                    | 23,1                                    | 22,2                                    | 20                                      | 17,7                                    | 16,1                                    | 15,3                                    | 16,8                                    | 18,6                                    | 19,8                                    | 20,9                                    | 21,7                                    | 19,6                                    |
| Precipitação (mm)                       | 223                                     | 211                                     | 216                                     | 143                                     | 104                                     | 72                                      | 61                                      | 62                                      | 80                                      | 134                                     | 143                                     | 189                                     | 1 638                                   |
| Fonte: Climate-Data.                    |                                         |                                         |                                         |                                         |                                         |                                         |                                         |                                         |                                         |                                         |                                         |                                         |                                         |

### Ilhas

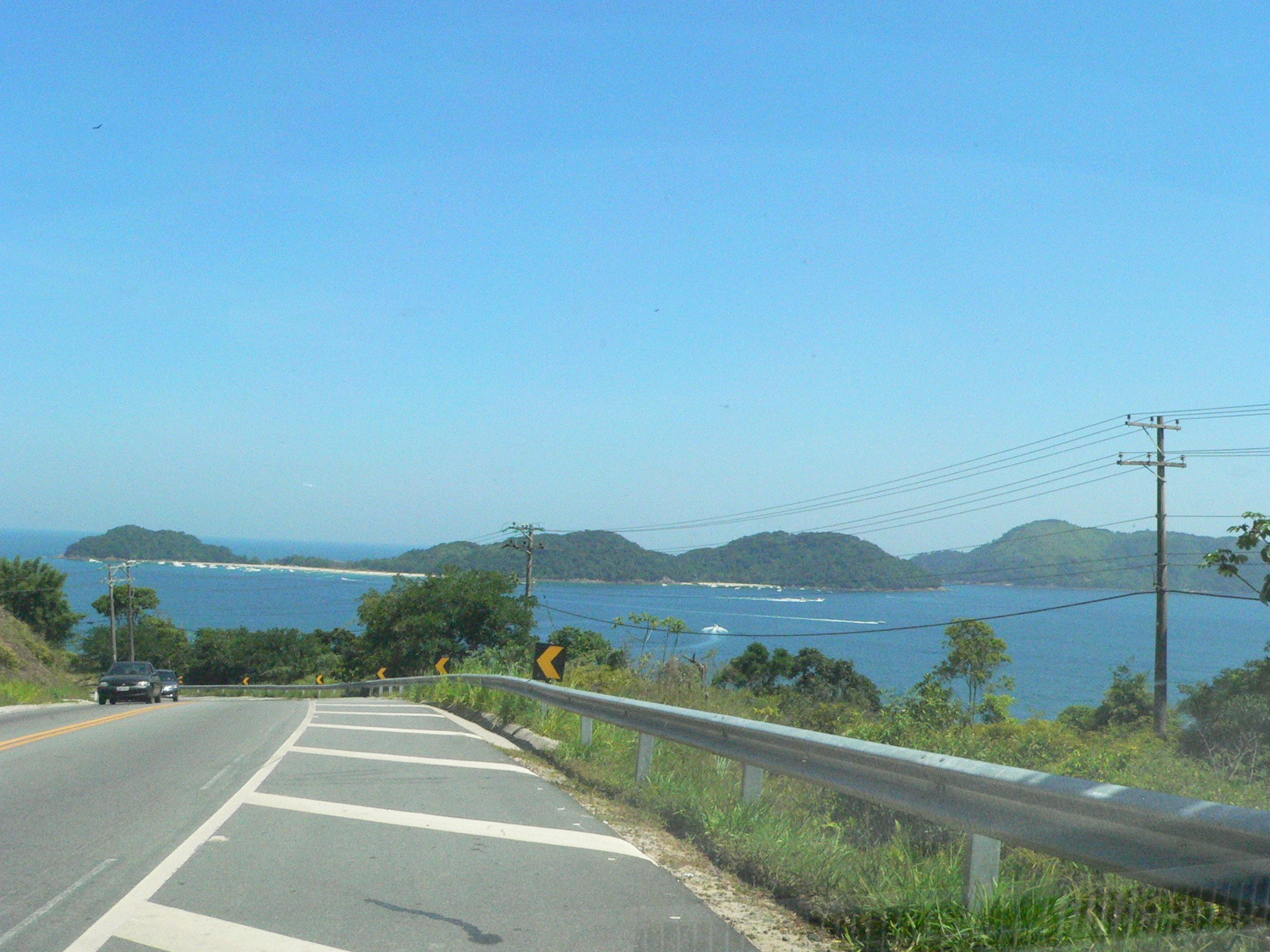
Duas das ilhas de São Sebastião vistas da BR-101. As Ilhas estão no meio, e a Ilha das Couves pode ser vista à direita, atrás d'As Ilhas.

Há algumas ilhas espalhadas pelo litoral da cidade, todas resultantes de atividades vulcânicas.
 A maior e mais famosa é a Ilha de São Sebastião, na qual está localizada a cidade de Ilhabela.

#### Ilhas de Toque-Toque
Do norte ao sul, a Ilha de Toque-Toque Grande é a primeira depois de Ilhabela, e localiza-se em frente ao morro à esquerda da praia homônima. Não há praias nem pessoas por lá, mas o local é visitado para mergulho. A Ilha de Toque-Toque Pequeno, mais ao sul, é menor, igualmente desabitada e lembra uma tartaruga quando vista da Praia de Santiago.

#### Arquipélago de Alcatrazes
Formada por cinco ilhas maiores, sendo a principal denominada ilha de Alcatrazes, possui, além desta, as ilha da Sapata, do Paredão, do Porto ou do Farol e do Sul, além de quatro ilhas menores (ilhotas não nominadas), cinco lajes conhecidas como: Dupla, Singela, do Paredão, do Farol e Negra, além de dois parcéis (Nordeste e Sudeste).

#### Ilha dos Gatos e das Couves
A Ilha dos Gatos, localizada a 1,8 km da Ponta da Baleia (um morro entre a Paia de Camburi e a Praia da Baleia) e a Ilha das Couves, localizada a 2,4 km da costa e a apenas 600 metros ao sul d'As Ilhas são ambas desertas, mas visitadas por turistas para mergulho livre, e por pescadores para capturar robalos. Ambas as ilhas possuem ruínas no topo de seus morros: na Ilha das Couves, há uma ruína de uma pousada que começou a ser construída em 2008, mas foi embargada pela Marinha do Brasil; já na dos Gatos, há ruínas de uma mansão que teria sido construída nos anos 1920 pelo magnata norte-americano John Davison Rockefeller, mas que foi interditada pelo governo federal nos anos 1950. A Ilha dos Gatos é local de observação de baleias, que podem ser vistas no inverno.

#### As Ilhas

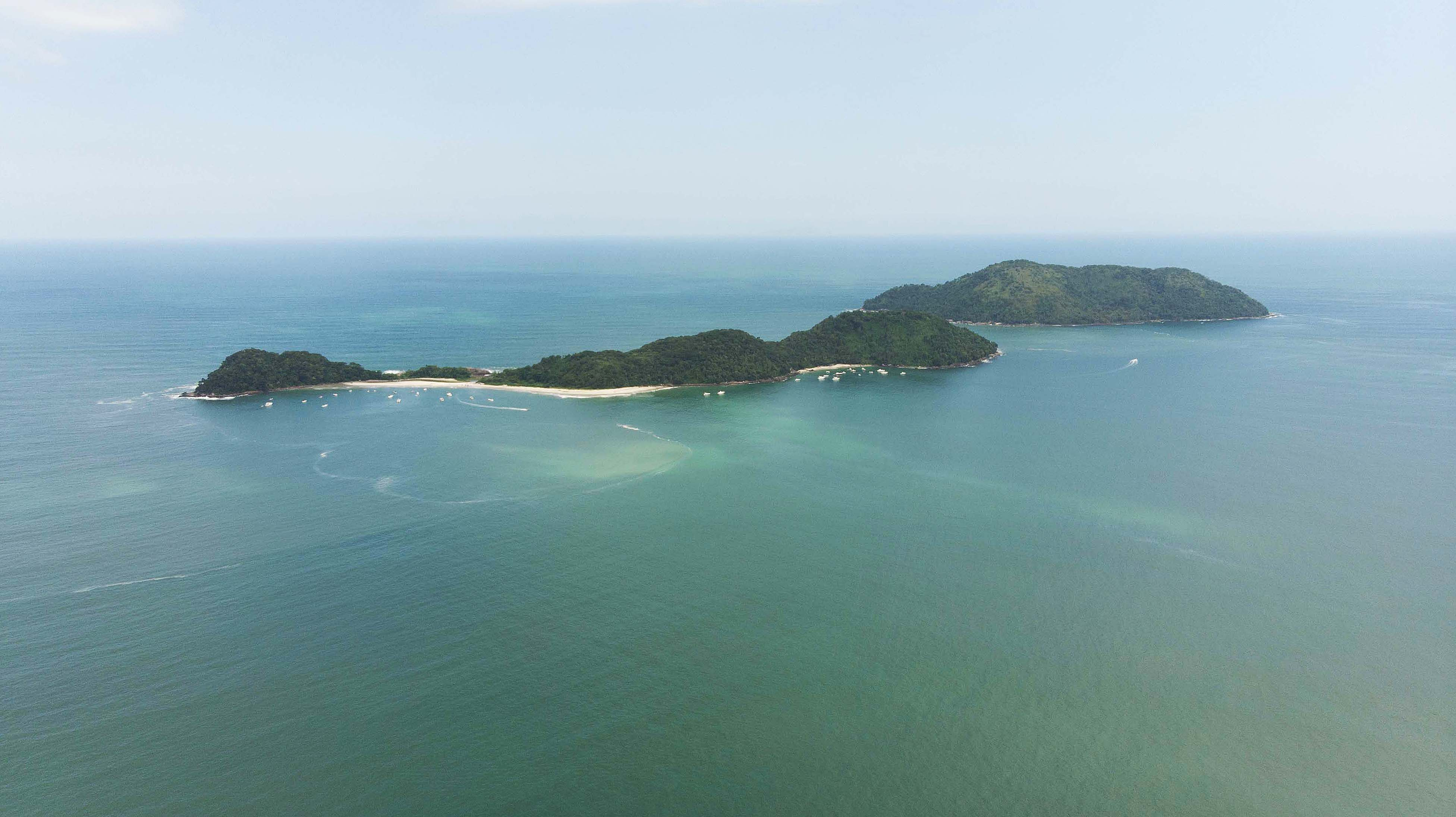
As Ilhas

Apesar do nome, As Ilhas são compostas por apenas uma ilha, que se diferem das outras ilhas por ter uma praia, que é frequentemente visitada por turistas da Barra do Sahy e da Praia de Juqueí, ambas localizadas a cerca de 2,4 km da ilha.

#### Ilha do Montão de Trigo
Em 2017, a Ilha Montão de Trigo tinha cinquenta moradores. Para morar na ilha, é preciso ser nativo do lugar ou  casado com um nativo.

### Hidrografia
- Rio Camburi
- Rio Silveiras

### Rodovias

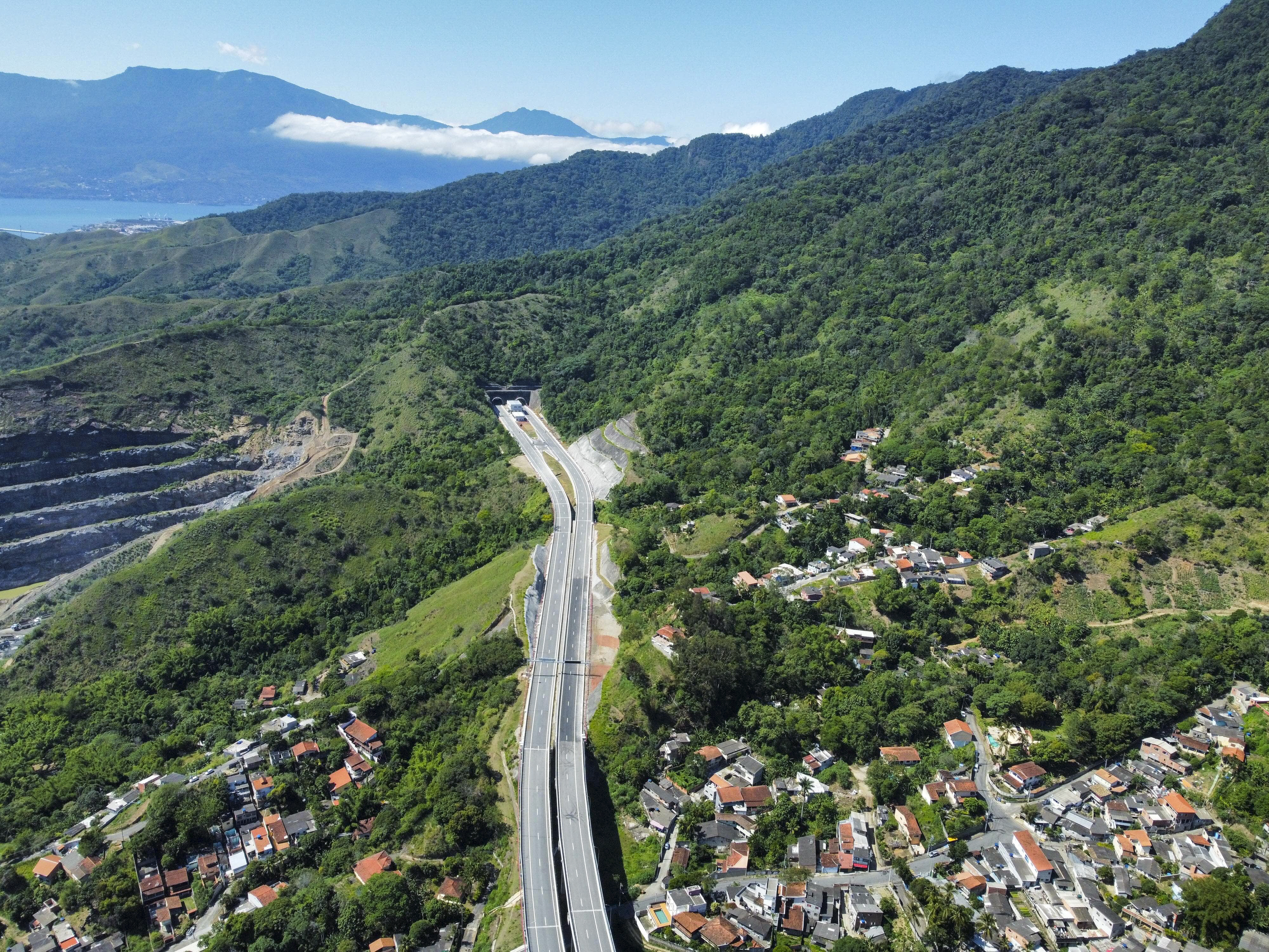
Contorno Sul da Rodovia dos Tamoios.

Por via terrestre, chega-se à cidade pela BR-101, denominada Rodovia Doutor Manuel Hipólito Rego no trecho que vai de Ubatuba a Bertioga. É possível vir de Caraguatatuba pelo norte e de Bertioga pelo sul. A rodovia é a mais importante via da cidade, ligando os extremos norte e sul.

## Demografia

### População
| Crescimento populacional                             | Crescimento populacional | Crescimento populacional | Crescimento populacional |
| Ano                                                  | População Total          |                          | %±                       |
| ---------------------------------------------------- | ------------------------ | ------------------------ | ------------------------ |
| 1872                                                 | 4 712                    |                          |                          |
| 1890                                                 | 6 546                    |                          | 38,9%                    |
| 1900                                                 | 8 161                    |                          | 24,7%                    |
| 1910                                                 | 8 923                    |                          | 9,3%                     |
| 1920                                                 | 6 340                    |                          | −28,9%                   |
| 1925                                                 | 6 688                    |                          | 5,5%                     |
| 1934                                                 | 6 727                    |                          | 0,6%                     |
| 1937                                                 | 7 192                    |                          | 6,9%                     |
| 1940                                                 | 6 036                    |                          | −16,1%                   |
| 1946                                                 | 11 024                   |                          | 82,6%                    |
| 1950                                                 | 6 033                    |                          | −45,3%                   |
| 1958                                                 | 6 220                    |                          | 3,1%                     |
| 1960                                                 | 7 476                    |                          | 20,2%                    |
| 1970                                                 | 12 016                   |                          | 60,7%                    |
| 1980                                                 | 18 997                   |                          | 58,1%                    |
| 1991                                                 | 33 890                   |                          | 78,4%                    |
| 2000                                                 | 58 038                   |                          | 71,3%                    |
| 2010                                                 | 73 942                   |                          | 27,4%                    |
| 2022                                                 | 81 595                   |                          | 10,4%                    |
| Est. 2024                                            | 84 019                   | [ 24 ]                   | 3,0%                     |
| Fontes: Censos Demográficos IBGE e Estimativas SEADE |                          |                          |                          |

## Política e administração

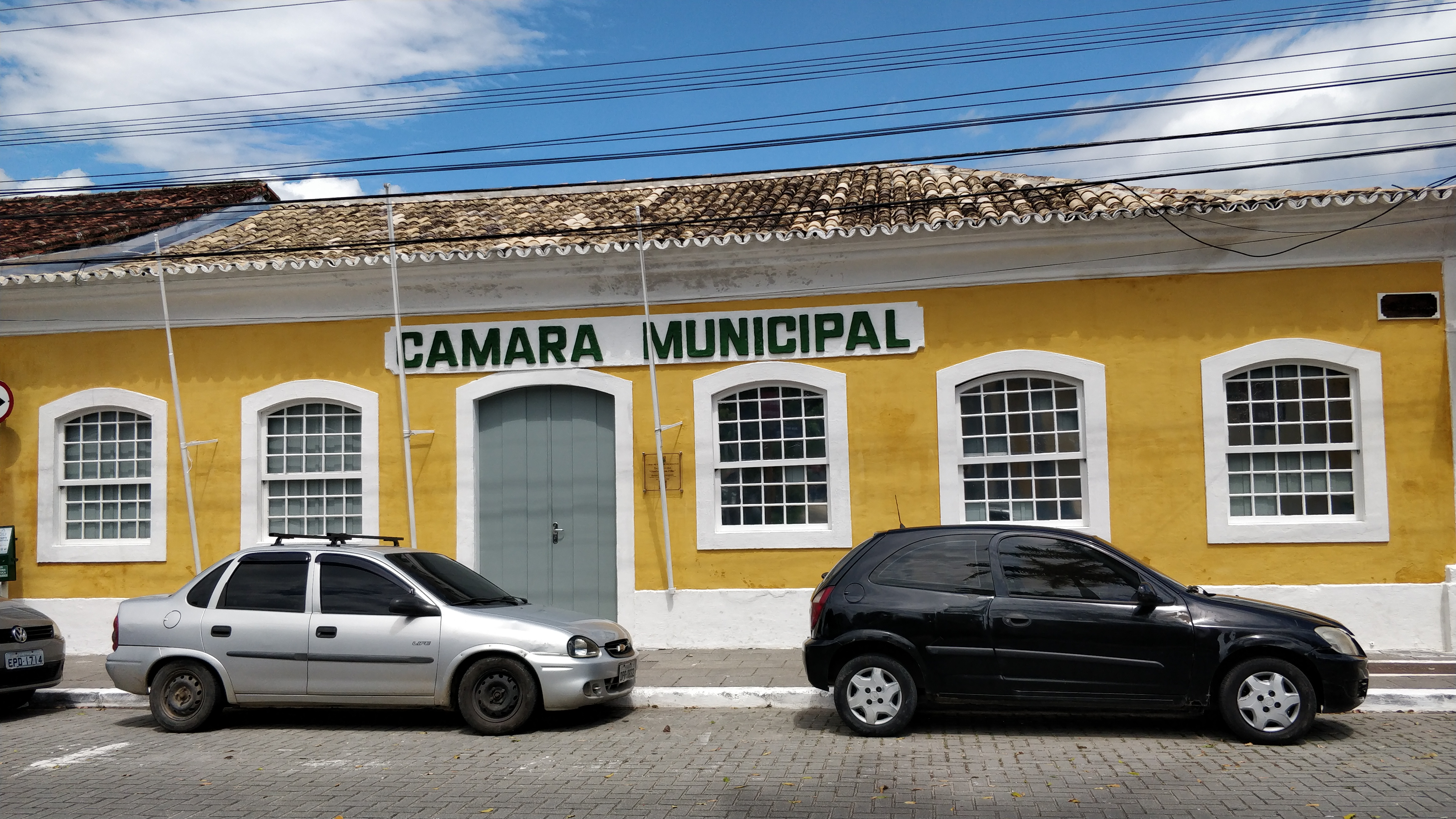
Câmara Municipal

### Prefeitos
| Período                                        | Nome                            | Partido / Coligação |
| ---------------------------------------------- | ------------------------------- | ------------------- |
| 1° de Janeiro de 2021 - ATUAL                  | Felipe Augusto                  | PSDB                |
| 1° de Janeiro de 2017 a 31 de dezembro de 2020 | Felipe Augusto                  | PSDB                |
| 1º de Janeiro de 2013 a 31 de dezembro de 2016 | Ernane Primazzi                 | PSC                 |
| 1º de Janeiro de 2009 a 31 de dezembro de 2012 | Ernane Primazzi                 | PSC                 |
| 1º de Janeiro de 2005 a 31 de dezembro de 2008 | Juan Pons Garcia (Dr. Juan)     | PPS                 |
| 1º de Janeiro de 2001 a 31 de dezembro de 2004 | Paulo Roberto Julião dos Santos | PSDB                |
| 1º de Janeiro de 1997 a 31 de dezembro de 2000 | João Augusto Siqueira           | PSB                 |
| 1° de Janeiro de 1993 a 31 de Dezembro de 1996 | Luiz Aberto de Farias           | PDT                 |
| 1° de Janeiro de 1989 a 31 de Dezembro de 1992 | Paulo Roberto Julião dos Santos | PSDB                |
| 1° de Janeiro de 1986 a 31 de Dezembro de 1988 | Luis Rogério Martins            | PMDB                |
| Abril de 1985 até 31 de Dezembro de 1985       | Paulo Roberto Julião dos Santos | PSDB                |

Mandato "Tampão"
Em abril de 1985, o governador de São Paulo, André Franco Montoro, nomeou o petroleiro e advogado Paulo Roberto Julião dos Santos, para o curto mandato de 8 meses, conhecido como mandato tampão. Neste período, a maioria das cidades do Brasil já tinha ido às urnas escolher seus governantes.
Eleição Direta
Por abrigar o Terminal Marítimo, a cidade era considerada Área de Segurança Nacional. Por isso, a eleição para escolha do prefeito foi extemporânea, tardia. A primeira eleição direta em São Sebastião, após 20 anos de regime militar, ocorreu em novembro de 1985.
O primeiro prefeito eleito pelo povo foi o professor de história, Luis Rogério Martins, do PMDB.

### Subdivisões
Três distritos formam o município: Distrito de São Sebastião, Distrito de São Francisco da Praia e Distrito de Maresias.

## Economia
Em 2021, o PIB de São Sebastião foi de R$ 16.008.645.421,00.

## Infraestrutura

### Comunicações
O sistema de telefones automáticos foi inaugurado na cidade pela Companhia de Telecomunicações do Estado de São Paulo (COTESP) em 1971, com duas centrais telefônicas (São Sebastião e São Francisco da Praia). Já o sistema de discagem direta à distância (DDD) foi implantado em 1976 pela Telecomunicações de São Paulo (TELESP), com o código de área (0124).
Na década de 90 o código DDD da cidade foi alterado para (012), para padronização do sistema telefônico com a telefonia celular que estava sendo implantada em todo o estado.

## Cultura e lazer

### Carnaval
O Carnaval do município é organizado pela ASEC Associação Sebastianense das Entidades Carnavalescas em parceria com a Prefeitura Municipal de São Sebastião , que promovem os desfiles de blocos e escolas de samba na Rua da Praia. Participam do Carnaval as escolas de Samba Acadêmicos de São Francisco, Ki-Fogo, Mocidade da Topolândia e  X-9 do Canto do Mar.

### Espaços Culturais
No ano de 2011, dois espaços culturais foram inaugurados, no município, como forma de resgate da cultura caiçara: o Centro Cultural Batuíra e o Espaço de Cultura Adélia Barsotti. O Centro Cultural Batuíra conta com o auditório Beatriz Puertas Moura (homenagem à poetisa caiçara), com 45 lugares, onde acontecerão apresentações literárias, musicais e espetáculos teatrais.

## Turismo

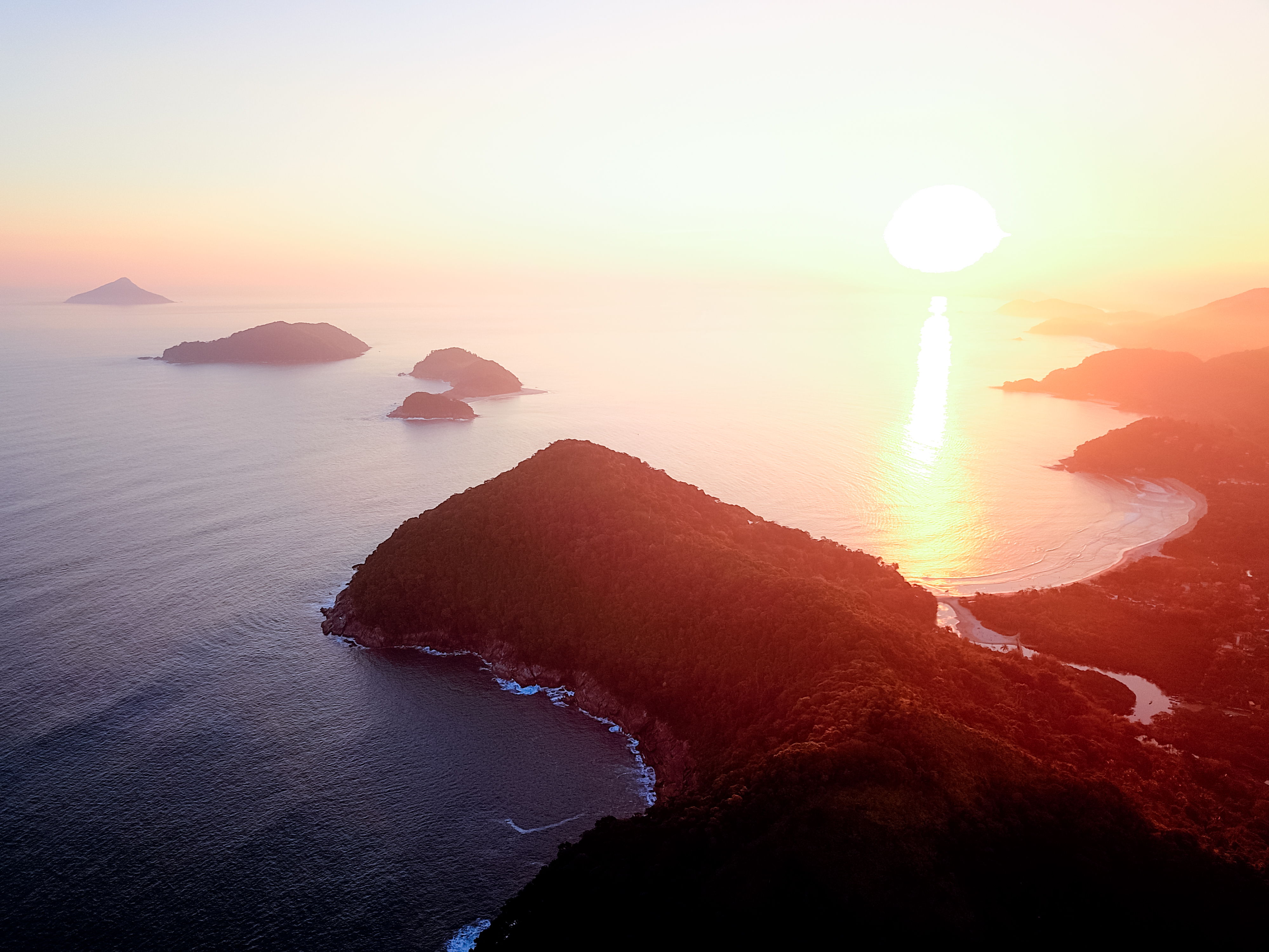
Área de Proteção Ambiental Baleia Sahy

Além das 36 praias (veja abaixo), a cidade tem alguns lugares para visitar, como a Igreja Matriz de São Sebastião, o Museu de Arte Sacra, o Museu do Mar no Balneário dos Trabalhadores, o Convento da Nossa Senhora do Amparo e o Convento Franciscano. O centro da cidade pode ser dividido em duas partes: uma, antiga, o centro histórico, em torno da Igreja matriz, cheia de casas do Brasil Colonial, que hoje abrigam bares, restaurantes, hotéis e repartições públicas. A outra parte, moderna, localiza-se próxima ao mar, num aterro. É um dos principais pontos de encontro dos moradores da cidade, tendo como principal logradouro a Rua da Praia, onde está localizada a pista de skate da cidade, que tinha sido considerada a maior do Brasil, com 7.000 m²,, além do teatro municipal. Há também muitas sorveterias, restaurantes, bares, feiras de artesanato e uma grande praça.

### Praias

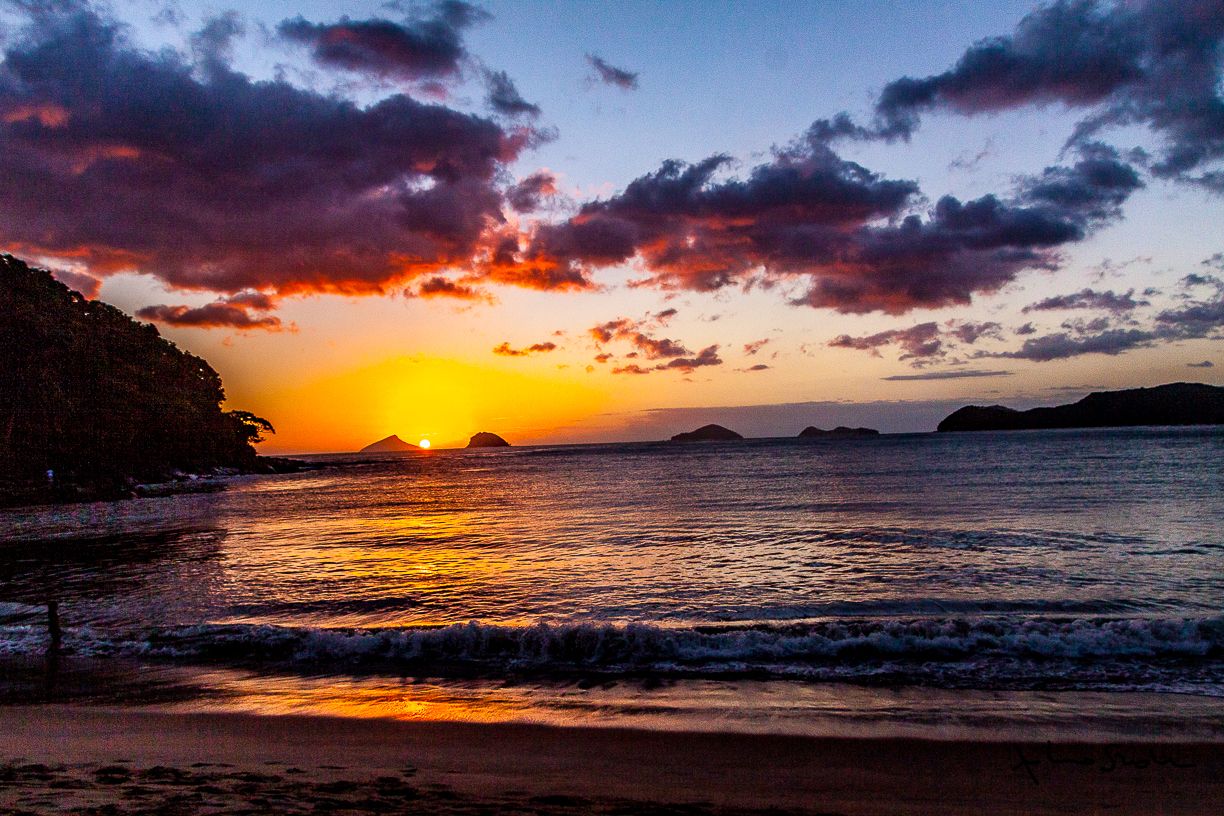
Pôr do Sol em Boiçucanga

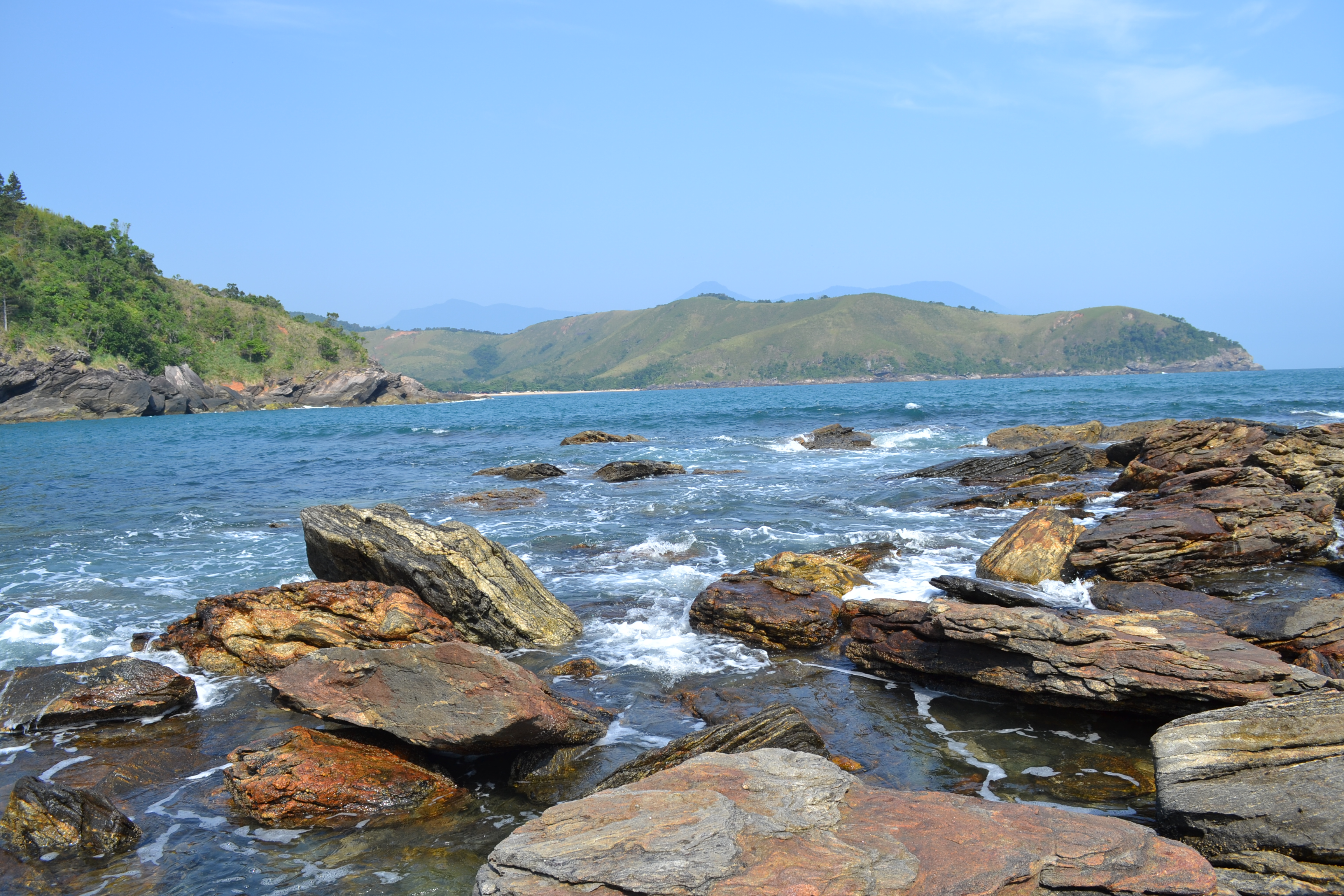
Praia de Calhetas

#### Distrito deMaresias

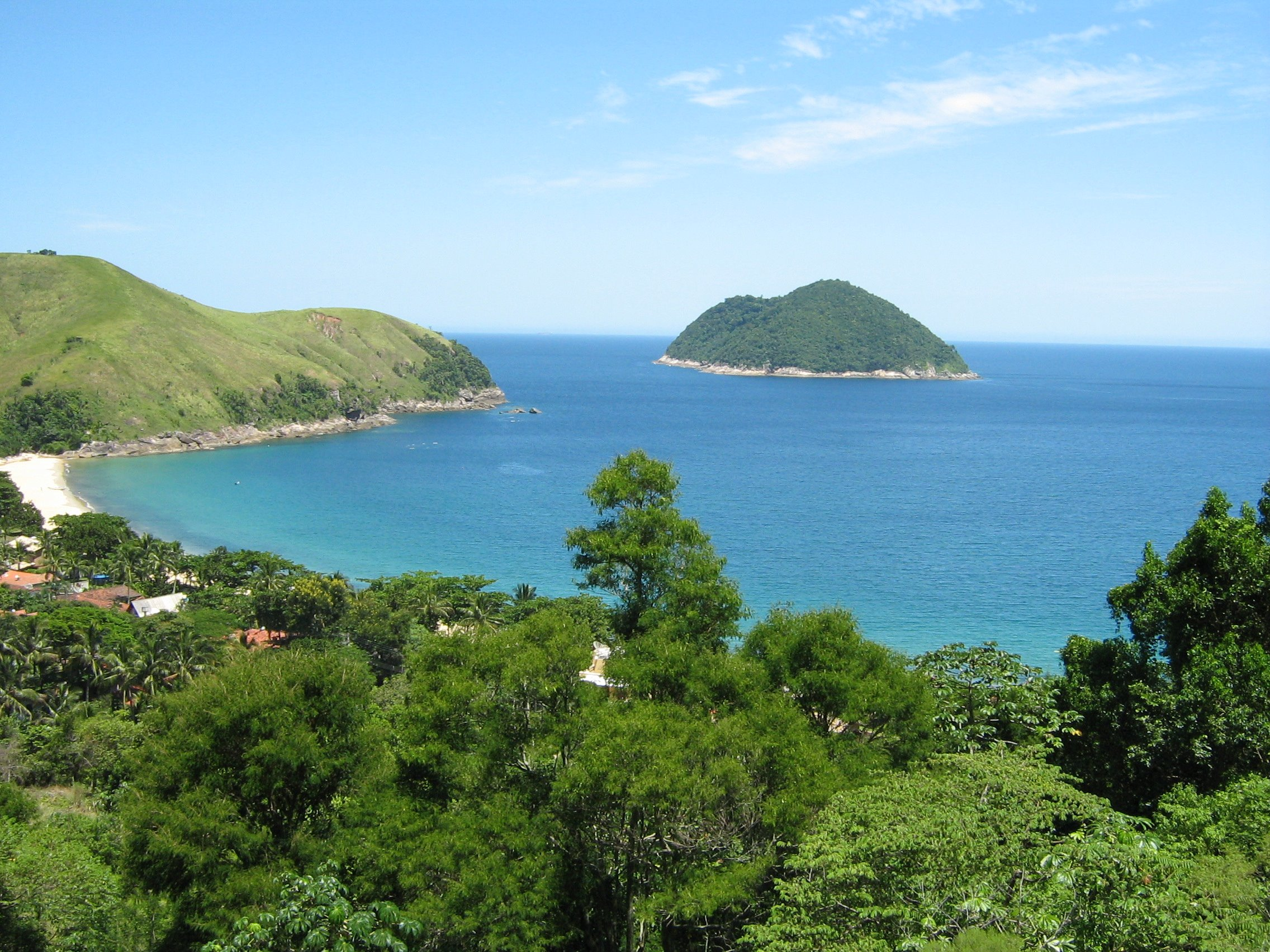
Maresias

1. Praia de Boraceia Norte
2. Praia de Jureia Norte
3. Praia do Engenho
4. Praia Barra do Una
5. Praia Juqueí
6. Praia Preta
7. Praia da Barra do Sahy
8. Praia da Baleia (São Sebastião)
9. Praia de Camburi (São Sebastião)
10. Praia de Camburizinho
11. Praia Boiçucanga
12. MaresiasPraia de Maresias
13. Praia de Paúba
14. Praia de Santiago (São Sebastião)[35]

#### Distrito de São Sebastião-Sede
1. Praias de Toque-Toque Grande e Toque-Toque Pequeno
2. Praia de Guaecá
3. Praia de Barequeçaba
4. Praia das Pitangueiras
5. Praia do Segredo
6. Praia do Cabelo Gordo
7. Praia Grande (São Sebastião)
8. Praia Preta do Norte
9. Praia do Porto Grande
10. Praia Deserta (São Sebastião)

#### Distrito deSão Francisco da Praia
1. Praia Pontal da Cruz
2. Praia Arrastão
3. Praia Cigarras
4. Praia de São Francisco
5. Prainha (São Francisco da Praia)[36][37]

### Sítio Arqueológico São Francisco
Localizado na Praia da Figueira, está dentro do Parque Estadual da Serra do Mar. Possui vestígios arquitetônicos de uma antiga fazenda.

## Religião

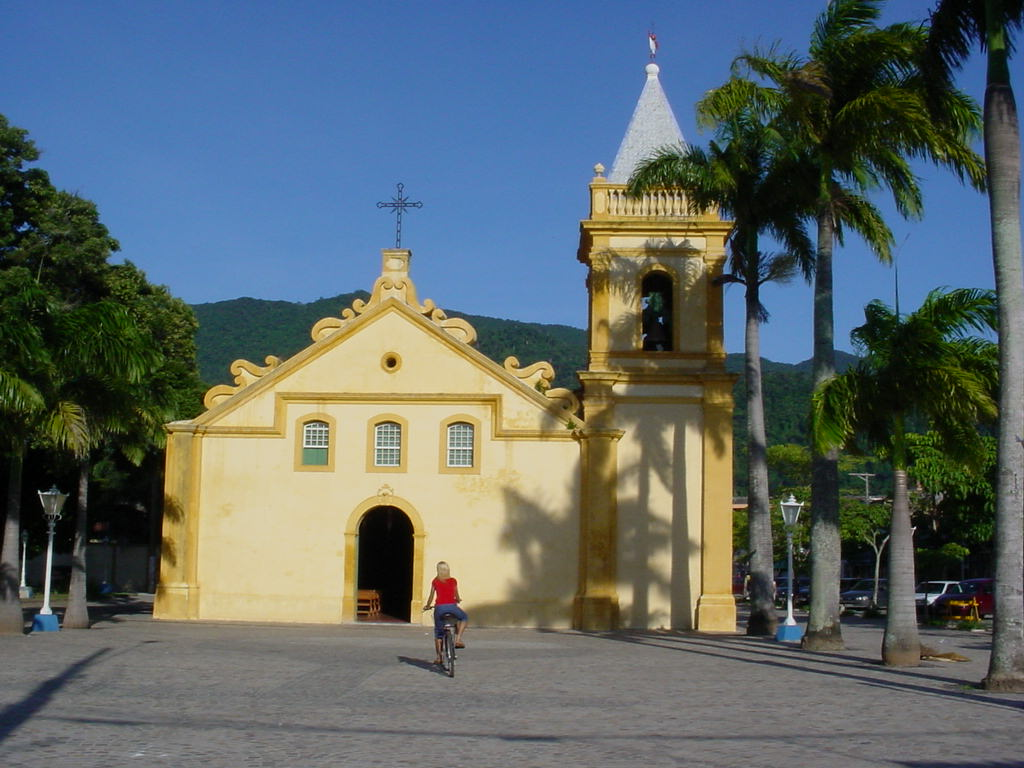
Igreja Matriz.

O Cristianismo se faz presente na cidade da seguinte forma:

### Igreja Católica
- A igreja faz parte da Diocese de Caraguatatuba.[39]

### Igrejas Evangélicas
Entre as igrejas protestantes históricas, pentecostais e neopentecostais, encontram-se na cidade:
- Assembleia de Deus Ministério do Belém.[42][43]
- Congregação Cristã no Brasil.[44]